# مارفن أندروز
مارفن أندروز (بالإنجليزية: Marvin Andrews)‏ (مواليد 22 ديسمبر 1975 في سان خوان) لاعب كرة قدم ترينيدادي دولي يجيد اللعب في خط الدفاع. يلعب حاليا لصالح نادي ريكسهام الويلزي من سنة 2010.

## روابط خارجية
- مارفن أندروز على موقع الاتحاد الدولي (مؤرشف)  (الإنجليزية)
- مارفن أندروز على موقع قاعدة بيانات كرة القدم.إي يو (الإنجليزية)
- مارفن أندروز على موقع ناشيونال فوتبول تيمز (الإنجليزية)
- مارفن أندروز على موقع Soccerbase.com (لاعب) (الإنجليزية)
- مارفن أندروز على موقع Soccerway.com (الإنجليزية)